# 呉エクスプレス大阪号
呉エクスプレス大阪号（くれエクスプレスおおさかごう）は、大阪府大阪市・兵庫県神戸市と広島県東広島市・呉市を結んでいた昼行高速バスである。
本項では、同一区間に運行されている夜行高速バス呉ドリーム大阪号（くれドリームおおさかごう）についても解説する。こちらは運行継続中だが平成29年6月12日より季節運行便となっている。
全便予約指定制のため、乗車前にあらかじめ乗車券を購入しなければならない。

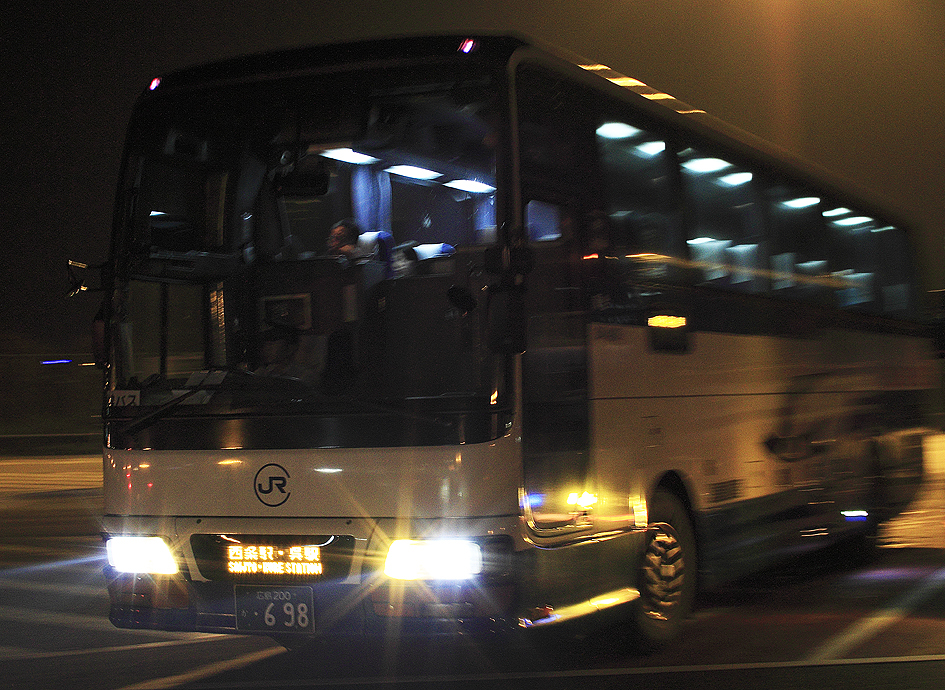
呉エクスプレス大阪号 いすゞ・ガーラII

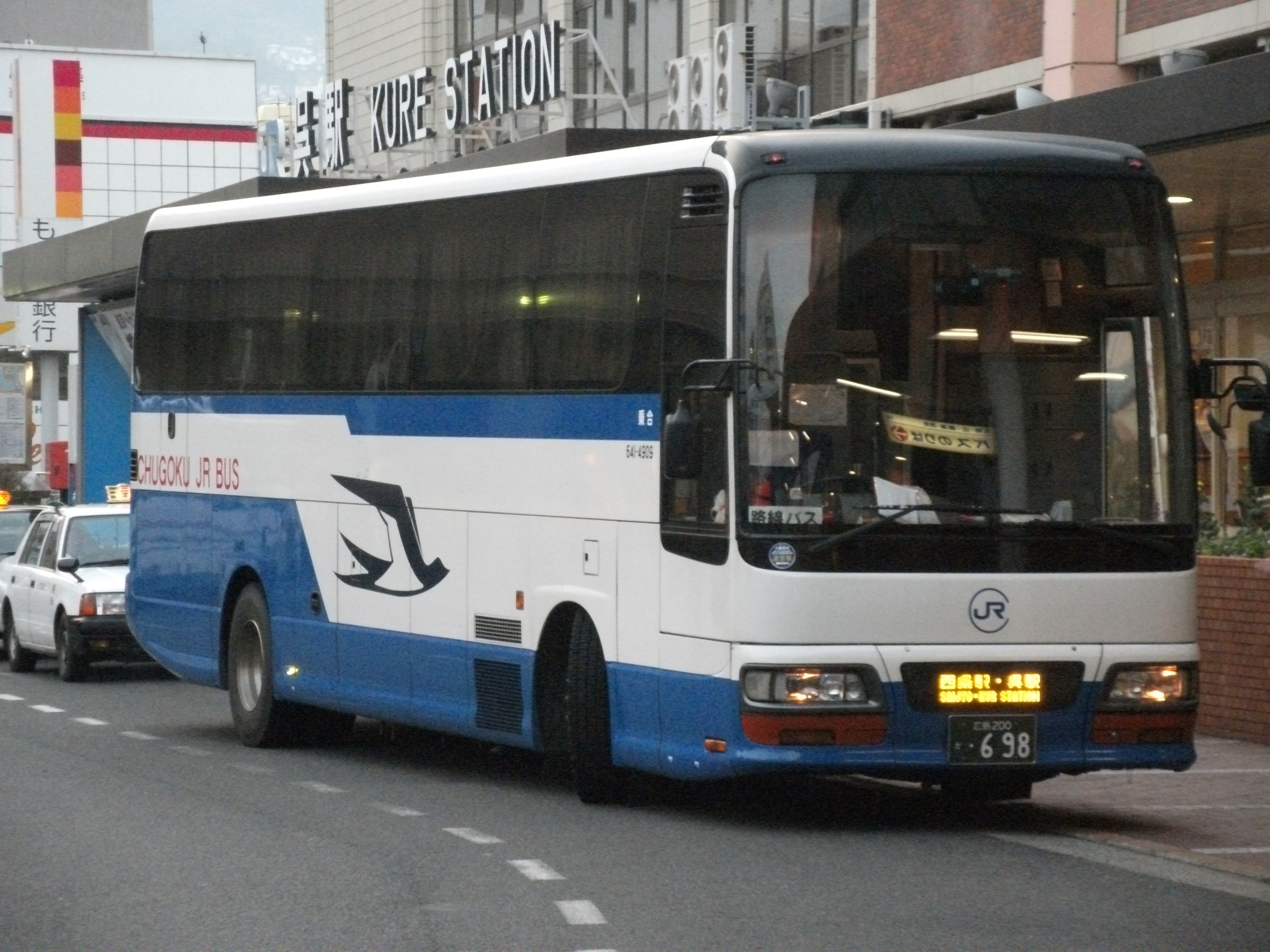
呉ドリーム大阪号（呉駅）

## 運行会社
- JRバス中国
  - 東広島支店が昼行1往復・夜行1往復を担当。
  - 大阪 - 広島線（山陽道昼特急大阪号・青春昼特急広島号・山陽ドリーム広島号・青春ドリーム広島号）は吉備SAで岡山支店の乗務員と交代するが、この便は、東広島支店の乗務員が始発から終点までワンマン運行する。
- 大阪側の予約・発券業務は西日本ジェイアールバスが担当。

## 停車停留所
▼…下りは乗車のみ、上りは降車のみの扱い
▲・△…上りは乗車のみ、下りは降車のみの扱い（白は一部便のみ停車）
広島大学構内は左回りの一方通行のため、備考を参照のこと
∥…経路外
| 停車停留所名                           | 停留所所在地 | 停留所所在地 | 呉エクスプレス大阪号昼行 | 呉ドリーム大阪号夜行 | 備考                 |
| -------------------------------------- | ------------ | ------------ | ------------------------ | -------------------- | -------------------- |
| ユニバーサル・スタジオ・ジャパン (USJ) | 大阪府       | 大阪市此花区 | ▼                        | ▼                    |                      |
| 大阪駅JR高速バスターミナル             | 大阪府       | 大阪市北区   | ▼                        | ▼                    | 5番乗り場に停車      |
| なんば(OCAT)                           | 大阪府       | 大阪市浪速区 | ∥                        | ▼                    |                      |
| 三宮バスターミナル（JR三ノ宮駅前）     | 兵庫県       | 神戸市中央区 | ∥                        | ▼                    | 7番乗り場に停車      |
| 西条駅                                 | 広島県       | 東広島市     | ▲                        | ▲                    | 1番乗り場に停車      |
| 西条（法務局前）                       | 広島県       | 東広島市     | ▲                        | ▲                    |                      |
| 江熊                                   | 広島県       | 東広島市     | ▲                        | ▲                    |                      |
| 池ノ上学生宿舎前                       | 広島県       | 東広島市     | ▲                        | ▲                    |                      |
| 広大中央口                             | 広島県       | 東広島市     | △                        | △                    | 呉行降車のみ         |
| 大学会館前                             | 広島県       | 東広島市     | ▲                        | ▲                    |                      |
| 広大中央口                             | 広島県       | 東広島市     | △                        | △                    | 大阪行乗車のみ       |
| 東広島運動公園                         | 広島県       | 東広島市     | ▲                        | ▲                    |                      |
| 賀茂医療センター口                     | 広島県       | 東広島市     | ▲                        | ▲                    | JRバス東広島支店入口 |
| 中黒瀬                                 | 広島県       | 東広島市     | ▲                        | ▲                    |                      |
| 広島国際大学                           | 広島県       | 東広島市     | ▲                        | ▲                    |                      |
| 浜田橋                                 | 広島県       | 呉市         | ▲                        | ▲                    |                      |
| 広支所                                 | 広島県       | 呉市         | ▲                        | ▲                    |                      |
| 阿賀海岸通（阿賀新開）                 | 広島県       | 呉市         | ▲                        | ▲                    |                      |
| 呉駅前                                 | 広島県       | 呉市         | ▲                        | ▲                    | 5番乗り場に停車      |

### 休憩箇所
- 呉エクスプレス大阪号（昼行便）：三木SA・吉備SA・小谷SA
- 呉ドリーム大阪号（夜行便）：下り1号（西条・呉行）は三木SA、上り2号（神戸・大阪行）は小谷SA
  - なお、三木SA・吉備SAは乗務員休憩のみ。小谷SA・三木SAでは乗務員が仮眠を取る。

## 運行経路
大阪市北区内 - 梅田出入口（大阪行）/福島出入口（呉行） - 阪神高速11号池田線 - 池田出入口 - 中国池田IC - 中国自動車道 - 山陽自動車道 - 西条IC - 国道375号 - 国道486号 - 東広島市内 - 広島大学 - 国道375号 - 国道185号 - 国道31号 - 呉市内

## 運行回数
- 呉エクスプレス大阪号：昼行便1日1往復
  - 朝に大阪に行き、夕方に呉に戻るダイヤになっている。
- 呉ドリーム大阪号：夜行便1日1往復

## 歴史
- 2004年12月18日 - 昼行便「呉エクスプレス大阪号」運行開始。当初は2005年4月10日までの期間限定であった。
- 2005年4月11日  - 利用が好調であることから、正式な運行となる。
- 2006年10月6日  - 夜行便「呉ドリーム大阪号」を運行開始。
- 2007年3月16日 - 「呉ドリーム大阪号」が神戸（三宮バスターミナル）に停車。
- 2008年7月19日 - 「呉エクスプレス大阪号」・「呉ドリーム大阪号」がともにユニバーサルスタジオ・ジャパン (USJ)に停車。
- 2010年4月1日 - 「呉エクスプレス大阪号」が「呉ドリーム大阪号」と同様の3列シート車両での運行となる。
- 2015年3月13日 - 「呉エクスプレス大阪号」が当日分をもって運行終了。
- 2017年6月12日 - 「呉ドリーム大阪号」が季節運行便に変更。

## 使用車両
- 独立3列シートのトイレ付ハイデッカー車で運行。